# 修水
修水是中国江西省西北部的河流，源于九江市修水县幕阜山南麓，由西向东，流经修水县、武宁县、永修县至吴城，与赣江北支相汇，随即流入鄱阳湖。修水为江西五大河流之一，长357千米，流域面积为14793平方千米。
修水流域建有大（一）型水库一座——柘林水库（干流），大二型水库一座——东津水库（支流），中型水库石嘴水库、红旗水库、抱子石水库、郭家滩水库、源口水库、盘溪水库、云山水库以及小型水库多座。